# Antiphonaire
L'antiphonaire (de : antiphona, « antienne », refrain d'un psaume) est un livre liturgique catholique rassemblant les partitions grégoriennes des heures canoniales (liturgie des heures, ou « bréviaire »).

## Historique

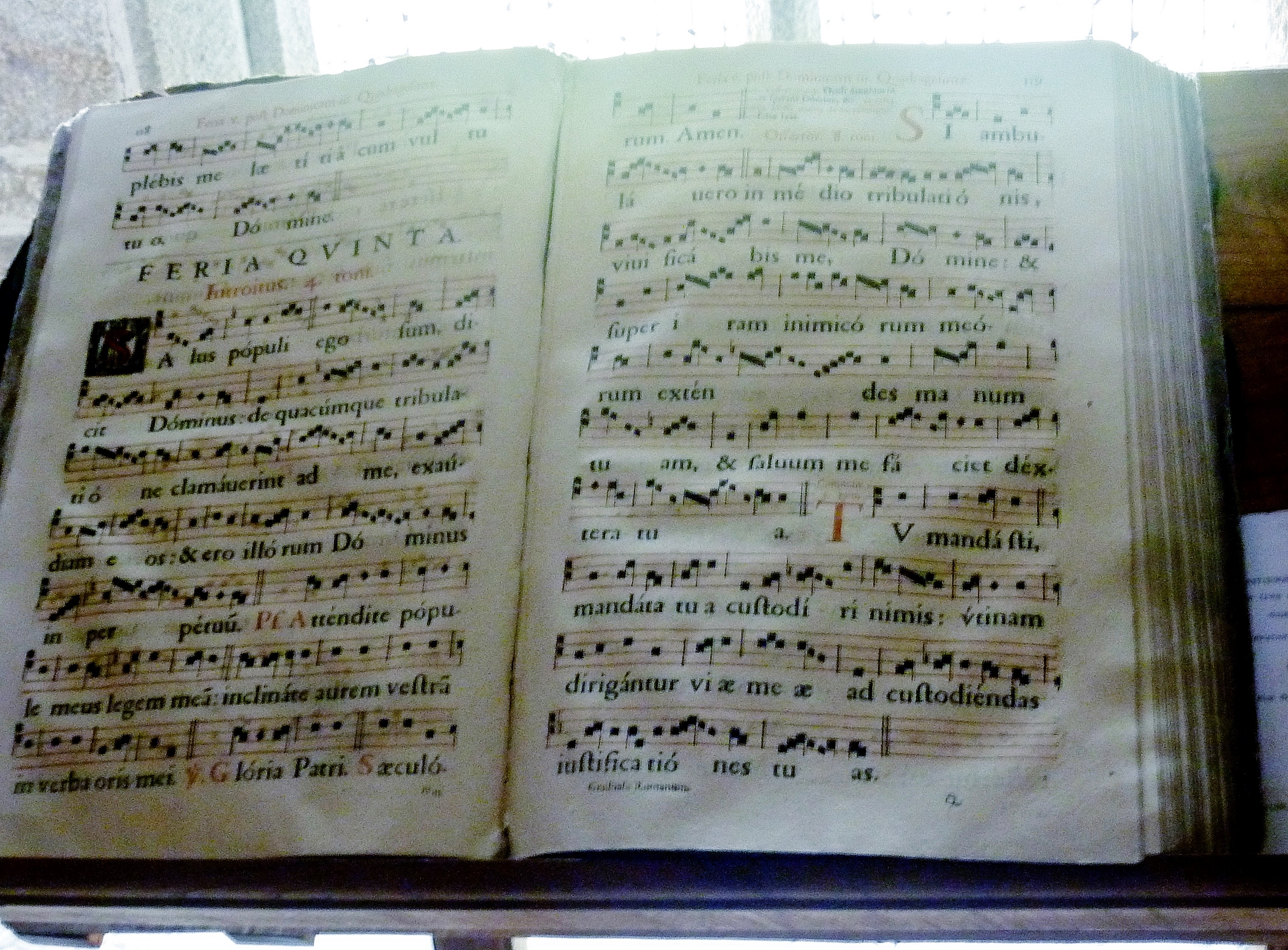
Antiphonaire du bréviaire romain datant de 1670 (château de Kérouzéré).

Les premiers antiphonaires remontent au temps du pape Grégoire Ier, au VIe siècle. 
Toutefois, dans les manuscrits, le terme antiphonarius n'apparait qu'au VIIIe siècle, de surcroît que dans le royaume carolingien, alors que le mot antiphona (antienne) s'employait depuis le IVe siècle, à la suite de l'écriture de Jean Cassien. Les premières mentions d'antiphonaires se trouvent dans les catalogues des bibliothèques de l'abbaye Saint-Wandrille de Fontenelle (787 - 806) ainsi que de l'abbaye de Saint-Riquier (831). Amalaire de Metz aussi mentionnait les antiphonaires qu'il avait consultés à l'abbaye de Corbie.
À cette époque-là, l'antiphonaire ne signifiait pas seulement les offices.   Cet antiphonarium ou antiphonale était destiné non seulement aux antiennes d'office mais également aux antiennes de la messe. Ainsi, le manuscrit Monza c.12.75 contient les deux répertoires : folios n° 1 - 86v pour la messe ainsi que les folios 95V - 251 réservés à l'office.
Tardivement, le liber antiphonarius signifiait ce qui concerne tous les chants d'office, mais sans psaumes ni lectures, selon l'ordre du calendrier liturgique.
Les réformes menées sous le pape Pie V au XVIe siècle constituent le dernier changement notable dans leur composition. Après la réforme liturgique postérieure à Vatican II, le livre liturgique de référence pour l'office séculier en grégorien est l'Antiphonale Romanum édité par l'Abbaye de Solesmes. Sa publication n'étant pas complète, les Heures Grégoriennes, édité par la communauté Saint-Martin, sont le seul ouvrage permettant de célébrer en langue latine et en chant grégorien les heures du jour de l'office séculier.

## Contenu

### Psautier

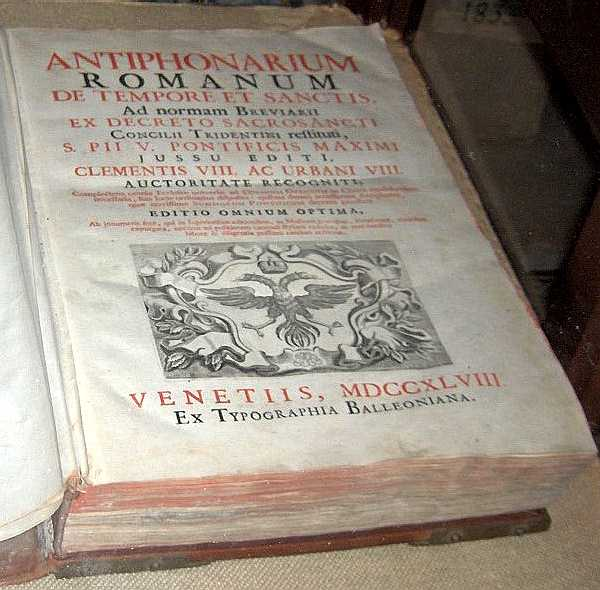
Antiphonaire de l'église Saint-Francis d'Évora (Portugal).

Le « psautier » est l'ordinaire hebdomadaire de l'office divin. On y trouve principalement :
- l'hymne chantée aux débuts de l'office (qui peut varier suivant le temps liturgique) ;
- les psaumes (et cantiques bibliques) normalement récités aux différents offices de la liturgie des heures, disposés dans l'ordre des offices, ainsi que les antiennes ordinaires qui les précèdent. Ces antiennes sont pratiquement toujours tirées du psaume lui-même.

On y trouve également le capitule (petite lecture) et un Répons bref.

### Propre
Comme dans le Missel, le propre du jour est classé en « Propre du temps », « Sanctoral » et « Commun ». Pour chaque jour du propre, les éléments variables de l'office sont donnés.
- Le plus souvent, le propre se limite à deux antiennes, l'une éventuelle Ad Benedictus précédant le chant du Benedictus (conclusion de l'office de laudes) ; l'autre Ad Magnificat précédant le Magnificat (conclusion de l'office de Vêpres), pratiquement toujours présente.
- Le propre du sanctoral se limite le plus souvent à une oraison (et quelques rubriques précisant notamment le commun applicable).
- Pour les propres plus importants, il y a cinq Antiennes chantées à tous les offices du jour (Ad laudes, et per Horas, c’est-à-dire : à matines, laudes, et aux autres à chaque heure).
- Au sanctoral et au commun, il existe le plus souvent une hymne propre.
- Un ton spécifique détermine les principales fêtes pour les Complies.
- Enfin, selon la période liturgique de l'année, des variantes dans les prières, répons brefs, entre autres, peuvent remplacer différentes parties de l'office quotidien.

### Tons communs
Les tons communs de l'office donnent principalement les tons de la psalmodie.
On y trouve également le ton des lectures, et la manière de chanter les différents versets et répons de l'office, sur un phrasé psalmodique caractéristique.

### Différence par rapport au bréviaire
- L'antiphonaire contient les parties chantées de l'office, notées en notation neumatique.
- L'antiphonaire ne contient pas l'office des lectures (office nocturne).
- L'antiphonaire ne contient que les rubriques du bréviaire spécifiques au chant.